# Shayley Bourget
Shayley Dayshell Bourget (21 de septiembre de 1987) es el vocalista y guitarrista de la banda Dayshell. Es conocido por haber sido el guitarrista rítmico, bajista y segundo vocalista de la banda de Metalcore Of Mice & Men por 3 años (2009-2012).[cita requerida]

## Carrera
Su carrera comienza en el año 2009 donde forma parte del grupo Of Mice & Men que fue fundado Por Austin Carlile ex Attack Attack!. Grabó su primer Álbum con la banda el mismo año. donde se encargó de hacer las voces limpias y también la guitarra rítmica. En 2010 Carlile abandona la banda por problemas de salud y Jerry Roush se convirtió en el nuevo vocalista de la banda. Roush realizó las voces guturales y scream durante las giras del grupo mientras que Bourget solo las limpias. Con Jerry Roush solo grabaron una canción "Blame it" un cover de Jamie Foxx. Shayley no estuvo mucho tiempo como guitarrista rítmico de la banda ya que en 2011, Austin Carile junto a Alan Ashby vuelven a la banda. Ashby pasó a ser el guitarrista rítmico de la banda mientas que Bourget pasó a ser el bajista, aunque seguía siendo el segundo vocalista de la banda.
En 2011 graba su segundo álbum con la banda titulado The Flood. El disco contiene dos canciones cantadas solamente por Shayley: My understandings y When you cant sleep at night. 
En febrero de 2012 Bourget abandona la banda por problemas de depresión y alcoholismo. Sentía que los miembros de la banda se venían abajo y por eso dejó la banda por el bien de ellos y de él. 
En 2013 Dayshell su nueva banda publica su álbum debut titulado Dayshell. En este disco de puede apreciar las voces más limpias y un estilo Hard Rock. La banda tiene un contrato con Sumerian Records.
- Datos: Q25253545